# Guido Borghi (1883)
Guido Cesare Angelo Borghi (Milano, 27 settembre 1883 – Comerio, 19 gennaio 1957) è stato un imprenditore italiano fondatore della Ignis, azienda italiana produttrice di elettrodomestici.

## Biografia
Di genitori operai ed operaio anch'egli, dopo un lungo periodo di apprendistato come elettricista nel 1904 si mise in proprio ed aprì a Milano, nel quartiere Isola, una bottega che si occupava della vendita di materiale elettrico e dell'installazione di impianti elettrici. Nello stesso anno sposò Maria Moro (1886-1963), di famiglia benestante, da cui ebbe quattro figli (Gaetano, Luigia [Gina] sposata con Ernani Confalonieri, Giovanni e Giuseppe). Ciò consentì al Borghi di poter estendere le attività della sua impresa ad altri settori. 
Agli inizi degli anni quaranta, la ditta del Borghi contava una trentina di operai. Il negozio ed il laboratorio furono gravemente distrutti dai bombardamenti alleati su Milano del 1943, fatto che spinse i Borghi a trasferirsi a Comerio, in provincia di Varese, dove assieme ai figli Gaetano (1907-1978), Giovanni (1910-1975) e Giuseppe (1915-1954), fondò una nuova impresa che si occupava della produzione di fornelli elettrici da cucina.
La nuova attività, cui lavoravano solo 5 operai, registrò un discreto successo di vendite ed ampliò la produzione a quella degli elettrodomestici, pertanto, nel 1944 la ditta mutò ragione sociale in Officine elettrodomestiche Ignis di Guido Borghi e Figli, che divenne nota semplicemente con il marchio Ignis, ponendosi nel giro di pochi anni come uno dei maggiori produttori italiani di elettrodomestici. 
Morì nel 1957 a causa di un ictus, tre anni dopo il figlio Giuseppe, morto a causa di un incidente automobilistico. Alla sua morte, il figlio secondogenito Giovanni assunse la guida dell'azienda di famiglia.

## Curiosità
- Nella miniserie televisiva del 2014 di Rai 1 Mister Ignis - L'operaio che fondò un impero, il personaggio di Guido Borghi è interpretato dall'attore Massimo Dapporto.
- Era il nonno materno del dirigente d'azienda Fedele Confalonieri, essendo questi figlio di Gina, figlia secondogenita del Borghi.[4]